# Olympische Sommerspiele 1936/Schwimmen – 400 m Freistil (Frauen)
Der Schwimmwettkampf über 400 Meter Freistil der Frauen bei den Olympischen Spielen 1936 in Berlin wurde vom 13. bis 15. August im Olympia-Schwimmstadion ausgetragen.
Die Niederländerin Hendrika Mastenbroek schwamm in jedem ihrer Läufe olympische Bestzeit und wurde Olympiasiegerin.

## Rekorde
Vor Beginn der Olympischen Spiele waren folgende Rekorde gültig.
| Weltrekord         | 5:16,0 min | Willy den Ouden | Rotterdam, Niederlande          | 12. Juli 1934   |
| Olympischer Rekord | 5:28,5 min | Helene Madison  | Los Angeles, Vereinigte Staaten | 13. August 1932 |

Folgende neue Rekorde wurden aufgestellt:
| Olympischer Rekord | 5:26,4 min | Hendrika Mastenbroek | Finale    |
| Olympischer Rekord | 5:28,0 min | Ragnhild Hveger      | Vorlauf 1 |

## Ergebnisse

### Vorläufe
Die Vorläufe wurden am 13. August ausgetragen. Die drei ersten Athletinnen eines jeden Laufs sowie die zeitschnellste Viertplatzierte qualifizierten sich für das Halbfinale.
Lauf 1
| Rang | Athletin         | Nation             | Zeit       | Anm.   |
| ---- | ---------------- | ------------------ | ---------- | ------ |
| 1    | Ragnhild Hveger  | Dänemark           | 5:28,0 min | Q (OR) |
| 2    | Lenore Kight     | Vereinigte Staaten | 5:34,0 min | Q      |
| 3    | Piedade Coutinho | Brasilien          | 5:35,5 min | Q      |
| 4    | Gladys Morcom    | Großbritannien     | 6:00,8 min |        |
| 5    | Vera Harsányi    | Ungarn             | 6:14,7 min |        |
| DNS  | Margaret Stone   | Kanada             |            |        |

Lauf 2
| Rang | Athletin           | Nation             | Zeit       | Anm. |
| ---- | ------------------ | ------------------ | ---------- | ---- |
| 1    | Catharina Wagner   | Niederlande        | 5:57,5 min | QQ   |
| 2    | Borbála Sóthy      | Ungarn             | 6:14,8 min | QQ   |
| DNS  | Helena Salles      | Brasilien          |            |      |
| DNS  | Phyllis Dewar      | Kanada             |            |      |
| DNS  | Margery Hinton     | Großbritannien     |            |      |
| DNS  | Dorothea Dickinson | Vereinigte Staaten |            |      |

Lauf 3
| Rang | Athletin          | Nation      | Zeit       | Anm. |
| ---- | ----------------- | ----------- | ---------- | ---- |
| 1    | Grete Frederiksen | Dänemark    | 5:39,5 min | QQ   |
| 2    | Anna Timmermans   | Niederlande | 5:42,5 min | QQ   |
| 3    | Louisette Fleuret | Frankreich  | 5:46,8 min | QQ   |
| 4    | Hatsuko Morioka   | Japan       | 5:51,0 min | qq   |
| 5    | Evelyn de Lacy    | Australien  | 5:51,9 min |      |
| DNS  | Annie Villiger    | Schweiz     |            |      |

Lauf 4
| Rang | Athletin           | Nation             | Zeit       | Anm. |
| ---- | ------------------ | ------------------ | ---------- | ---- |
| 1    | Inger Carlsen      | Dänemark           | 5:57,1 min | QQ   |
| 2    | Margaret Jeffery   | Großbritannien     | 6:12,7 min | QQ   |
| 3    | Mary Lou Petty     | Vereinigte Staaten | 6:16,6 min | QQ   |
| DNS  | Ruth Langer        | Österreich         |            |      |
| DNS  | Irene Pirie-Milton | Kanada             |            |      |
| DNS  | Yeung Sauking      | China              |            |      |

Lauf 5
| Rang | Athletin             | Nation           | Zeit       | Anm. |
| ---- | -------------------- | ---------------- | ---------- | ---- |
| 1    | Hendrika Mastenbroek | Niederlande      | 5:38,6 min | QQ   |
| 2    | Irma Schrameková     | Tschechoslowakei | 5:47,5 min | QQ   |
| 3    | Kazue Kojima         | Japan            | 5:50,4 min | QQ   |
| 4    | Ágnes Bíró           | Ungarn           | 6:14,3 min |      |
| 5    | Scylla Venâncio      | Brasilien        | 6:23,0 min |      |
| DNS  | Jeanette Campbell    | Argentinien      |            |      |

### Halbfinale
Das Halbfinale wurde am 14. August ausgetragen. Die ersten drei Athletinnen eines jeden Laufs sowie die zeitschnellste Viertplatzierte qualifizierten sich für das Finale. Da Catharina Wagner und Mary Lou Petty die gleiche Zeit schwammen, durften beide im Finale starten.
Halbfinale 1
| Rang | Athletin             | Nation             | Zeit       | Anm. |
| ---- | -------------------- | ------------------ | ---------- | ---- |
| 1    | Hendrika Mastenbroek | Niederlande        | 5:40,3 min | QQ   |
| 2    | Lenore Kight         | Vereinigte Staaten | 5:42,2 min | QQ   |
| 3    | Grete Frederiksen    | Dänemark           | 5:42,5 min | QQ   |
| 4    | Catharina Wagner     | Niederlande        | 5:45,9 min | qq   |
| 5    | Irma Schrameková     | Tschechoslowakei   | 5:46,0 min |      |
| 6    | Hatsuko Morioka      | Japan              | 5:49,1 min |      |
| 7    | Borbála Sóthy        | Ungarn             | 6:11,2 min |      |

Halbfinale 2
| Rang | Athletin          | Nation             | Zeit       | Anm. |
| ---- | ----------------- | ------------------ | ---------- | ---- |
| 1    | Ragnhild Hveger   | Dänemark           | 5:33,7 min | QQ   |
| 2    | Piedade Coutinho  | Brasilien          | 5:42,5 min | QQ   |
| 3    | Kazue Kojima      | Japan              | 5:43,5 min | QQ   |
| 4    | Mary Lou Petty    | Vereinigte Staaten | 5:45,9 min | qq   |
| 5    | Louisette Fleuret | Frankreich         | 5:46,1 min |      |
| 6    | Anna Timmermans   | Niederlande        | 5:49,4 min |      |
| 7    | Inger Carlsen     | Dänemark           | 5:55,0 min |      |
| 8    | Margaret Jeffery  | Großbritannien     | 6:07,2 min |      |

### Finale
10. August 1936
| Rang | Athletin             | Nation             | Zeit       | Anm. |
| ---- | -------------------- | ------------------ | ---------- | ---- |
| 1    | Hendrika Mastenbroek | Niederlande        | 5:26,4 min | OR   |
| 2    | Ragnhild Hveger      | Dänemark           | 5:27,5 min |      |
| 3    | Lenore Kight         | Vereinigte Staaten | 5:29,0 min |      |
| 4    | Mary Lou Petty       | Vereinigte Staaten | 5:32,2 min |      |
| 5    | Piedade Coutinho     | Brasilien          | 5:35,2 min |      |
| 6    | Kazue Kojima         | Japan              | 5:43,1 min |      |
| 7    | Grete Frederiksen    | Dänemark           | 5:45,0 min |      |
| 8    | Catharina Wagner     | Niederlande        | 5:46,0 min |      |